# Kristina Sabasteanski
Kristina Sabasteanski, z domu Viljanen (ur. 1 kwietnia 1969 w Pittsfield) – amerykańska biathlonistka. W Pucharze Świata zadebiutowała 19 stycznia 1995 roku w Oberhofie, gdzie zajęła 41. miejsce w biegu indywidualnym. Pierwsze punkty zdobyła 16 marca 1995 roku w Lillehammer, zajmując 24. miejsce w tej samej konkurencji. Nigdy nie stanęła na podium w zawodach pucharowych. Najlepsze wyniki osiągnęła w sezonie 1997/1998, kiedy zajęła 54. miejsce w klasyfikacji generalnej. W 1995 roku wystąpiła na mistrzostwach świata w Anterselvie, gdzie zajęła 70. miejsce w biegu indywidualnym, 44. miejsce w sprincie i ósme w sztafecie. Jeszcze kilkukrotnie startowała w zawodach tego cyklu, zajmując między innymi 20. miejsce w biegu indywidualnym i piąte w biegu drużynowym podczas mistrzostw świata w Ruhpolding w 1996 roku. W 1998 roku wystartowała na igrzyskach olimpijskich w Nagano, zajmując 33. miejsce w sprincie oraz 15. miejsce w sztafecie. Brała też udział w igrzyskach w Salt Lake City w 2002 roku, zajmując 55. miejsce w biegu indywidualnym i ponownie 15. miejsce w sztafecie.

## Osiągnięcia

### Igrzyska olimpijskie
| Rok  | Miejscowość    | Konkurencje | Konkurencje | Konkurencje | Konkurencje | Konkurencje | Konkurencje | Konkurencje |
| Rok  | Miejscowość    | IN          | SP          | PU          | MS          | RL          | MR          | SR          |
| ---- | -------------- | ----------- | ----------- | ----------- | ----------- | ----------- | ----------- | ----------- |
| 1998 | Nagano         | –           | 33.         | nd.         | nd.         | 15.         | nd.         | –           |
| 2002 | Salt Lake City | 55.         | –           | –           | nd.         | 15.         | nd.         | –           |

### Mistrzostwa świata
| Rok  | Miejscowość         | Konkurencje | Konkurencje | Konkurencje | Konkurencje | Konkurencje | Konkurencje | Konkurencje |
| Rok  | Miejscowość         | IN          | SP          | PU          | MS          | RL          | MR          | SR          |
| ---- | ------------------- | ----------- | ----------- | ----------- | ----------- | ----------- | ----------- | ----------- |
| 1995 | Anterselva          | 70.         | 44.         | nd.         | nd.         | 8.          | nd.         | –           |
| 1996 | Ruhpolding          | 20.         | –           | nd.         | nd.         | 14.         | nd.         | –           |
| 1997 | Osrblie             | 41.         | –           | –           | nd.         | 9.          | nd.         | –           |
| 1998 | Pokljuka/Hochfilzen | –           | –           | 36.         | nd.         | –           | nd.         | –           |
| 1999 | Kontiolahti/Oslo    | 60.         | 48.         | –           | nd.         | 12.         | nd.         | –           |
| 2000 | Oslo                | 61.         | 57.         | DNF         | nd.         | DNF         | nd.         | –           |

### Puchar Świata

#### Miejsca w klasyfikacji generalnej
| Sezon     | Miejsce |
| --------- | ------- |
| 1994/1995 | 62.     |
| 1995/1996 | 66.     |
| 1996/1997 | -       |
| 1997/1998 | 54.     |
| 1998/1999 | -       |
| 1999/2000 | -       |
| 2000/2001 | -       |
| 2001/2002 | -       |